# Nieprosz
Nieprosz, Nieprasz, Nieproch – staropolskie imię męskie, złożone z dwóch członów: nie- (negacja) i -prosz w różnych wersjach (od "prosić"). Być może oznaczało "ten, który nie prosi" albo powstało przez negację imienia Prosimir.